# マダガスカルメジロガモ
マダガスカルメジロガモ (馬達加斯加目白鴨)（学名：Aythya innotata）はカモ目カモ科に分類される鳥類の一種である。1991年を最後に絶滅したと思われていたが、近年、ごく少数が生存していることが報告された。

## 分布
マダガスカル固有種。北東部にあるアラオトラ湖にのみ生息している。

## 形態
雄の成鳥は頭から前胸は暗い栗色で、頭頸部にはやや紫色がかった光沢がある。背中は褐色、腹部は灰色がかった白色である。虹彩は白色。雌は、雄よりも全体の色が鈍く、虹彩は褐色である。

## 生態
淡水の湖沼に生息する。主な習性はメジロガモと似ている。
主に水草などの植物質を食べるが、水生昆虫や小さな魚などを食べることもある。
野生下での繁殖状況は不明である。飼育下では、1腹5-6個の卵を産み、抱卵日数は26-28日である。

## 人間との関係
生息地の環境破壊などが原因で、生息数は激減している。野生での観察記録は1991年が最後でその後記録がなく絶滅したものと思われていた。しかし、2006年に数羽の親鳥と雛が生存しているのが観察された。